# 宮脇愛子

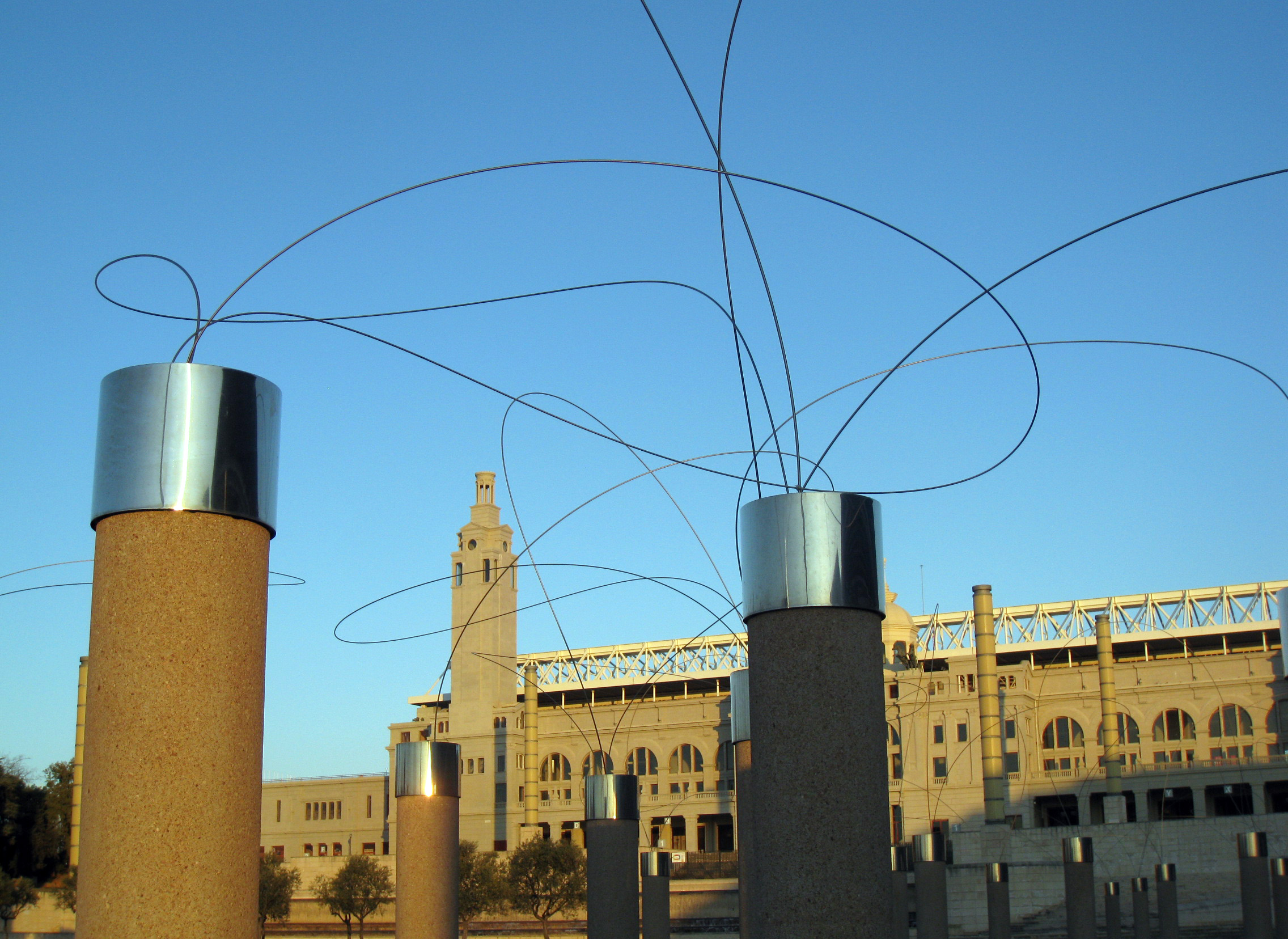
宮脇愛子

宮脇 愛子（みやわき あいこ、1929年9月20日 - 2014年8月20日）は、日本の彫刻家。本名・磯崎愛子。旧姓・荒木。夫は建築家の磯崎新。

## 経歴
静岡県出身。熱海の資産家（商家）の一人娘として生まれ、幼少期より病弱のため戦時中も自宅療養し、丈夫になるようにと貴子、幹子と改名を繰り返した。
1945年に広津和郎が近所に転居して以降、家族ぐるみの交流が始まる。1946年に小田原高等女学校（現、神奈川県立小田原高等学校）卒業後、日本女子大学文学部史学科へ入学、東京大学西洋史学科の学生だった宮脇俊三との交際が始まり、俊三を広津に紹介する。在学中に俊三と結婚し（1960年に別居し1965年離婚）、1952年に大学卒業。俊三はその後中央公論社の編集者となり、広津を担当した。
1953年文化学院美術科に学び、夫の実姉で画家の神谷信子を介して知り合った画家の阿部展也(阿部芳文)や齋藤義重に師事した。1957年に米国へ短期留学して絵を学び、1959年に東京で初個展を開催後渡欧、瀧口修造の助言によりミラノに落ち着き、1961年に同地で個展開催。パリ、ニューヨーク滞在を経て1966年に帰国し、銀座で開催した個展で2番目の夫となる建築家の磯崎新と知り合う。1972年に磯崎と再婚するが、宮脇姓の頃に彫刻家として成功したため、俊三との離婚・再婚後も宮脇姓で活動した（外部リンクのインタヴュー参照）。
1960年代後半には、主に真鍮のパイプを使った彫刻作品を制作した。積み重ねたパイプの後ろから来る光によって、真鍮に含まれる銅の色が反映する微妙な効果が生み出される作品。その後ワイヤを使った流れるような曲線を表現した「うつろい」の世界を生み出した。グッゲンハイム美術館で受賞。マン・レイ、北杜夫（前夫宮脇俊三の友人でもある）らと親交があった。
1998年には、個展『はじめもなく終わりもない 宮脇愛子 彫刻家の軌跡』を催した（神奈川県立近代美術館）。
2014年8月20日、膵臓癌のため横浜市青葉区の病院で死去。84歳没。

## 作品
- うつろひ（シリーズ作品、ハラミュージーアムアーク、群馬県立近代美術館、奈義町現代美術館 etc.）
- スパイラル（槇文彦設計の建築）内の彫刻も宮脇の作品である。